# Fórum de discussão

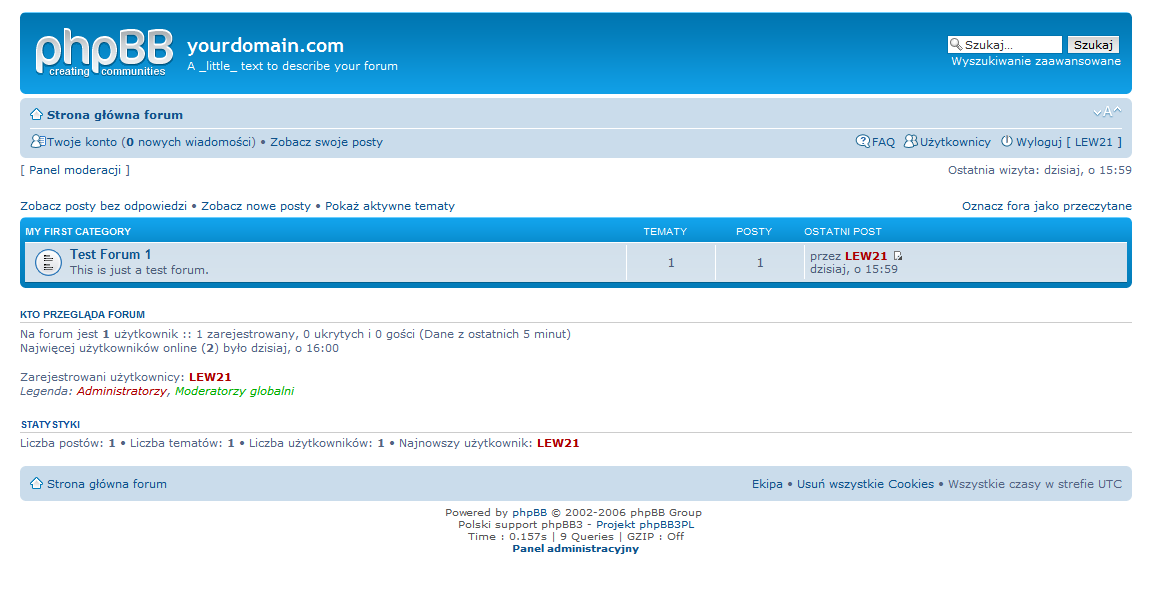
Exemplo de um fórum

Um fórum de discussão é uma ferramenta para páginas de Internet destinada a promover debates por meio de mensagens publicadas abordando uma mesma questão. Também é chamado de "comunidade" ou "board". Foi criado por John Smith em 1987.

## Organização das mensagens
Os fóruns de discussão, basicamente, possuem duas divisões organizacionais: a primeira faz a divisão por assunto. A segunda, uma divisão desse em tópicos. As mensagens ficam ordenadas de forma decrescente por data, da mesma forma que os tópicos ficam ordenados pela data da última postagem.

## Registo
O processo de registo, geralmente, envolve verificação da idade (alguns fóruns proíbem o registo de pessoas menores de 13 anos, 18 anos etc.). De seguida, uma declaração dos termos de serviço (outros documentos também podem estar presentes) que devem ser aceitas para que o usuário possa se registar. Depois disso, o usuário é apresentado a um formulário de registo para preencher, o requerente, no mínimo: um apelido (que, depois, pode ser mudado pelo usuário ou pelo moderador), uma senha, o e-mail e o código de verificação (serve para impedir programas automáticos de se cadastrarem no fórum).
A grande maioria dos fóruns exige que o visitante se cadastre para postar. Os usuários registados são chamados de "membros" ou "foristas". Mesmo assim, existem fóruns onde é permitido os visitantes postarem sem necessidade de criação de conta. Ainda assim, nesses fóruns, o cadastro é encorajado.

## Tipos de Fórum
Existem dois tipos de fórum: o público e o privado.